# ماشین‌چی
ماشینیست یا ماشین‌چی یا ماشین‌کار (به انگلیسی: The Machinist) فیلمی در ژانر تریلر روان‌شناختی معمایی و محصول مشترک آمریکا و اسپانیا است که در سال ۲۰۰۴ میلادی اکران شد. فیلم‌نامهٔ این فیلم توسط اسکات کوسار نوشته و توسط برد اندرسون کارگردانی شده‌است. کریستین بیل و جنیفر جیسن لی و جان شاریان از جمله بازیگرانی هستند که در این فیلم به ایفای نقش پرداخته‌اند. فیلم عموماً با واکنش مثبت منتقدان روبرو شد. ماشینیست در وبسایت متاکریتیک با احتساب ۳۲ رای امتیاز ۶۱/۱۰۰ را گرفته‌است و در وبسایت راتن تومیتوز هم با ۱۴۶ رای موفق شده نمره ۷۷/۱۰۰ را دریافت کند. اغلب منتقدان داستان پیچیده فیلم و بازی دیدنی کریستین بیل (که برای بازی در فیلم یکی از معروف‌ترین کاهش وزن‌های تاریخ سینما را ثبت کرد) را از دلایل موفقیت آن اعلام کرده‌اند.

## داستان
ترووِر رزنیک مکانیکی است که زندگی ناآرام و عجیبی را پشت سر می‌گذارد. تروور از بیماری بی خوابی رنج می‌برد و به مدت یکسال است که موفق به خوابیدن نشده و به خاطر همین به حدی وزن کم کرده‌است که به لاغری شدیدی رسیده است. ظاهر وحشتناک تروور و رفتار عجیبش منجر به دوری کردن همکارانش از وی شده‌است. تروور آدمی به شدت تنهاست و آرامش را فقط در کنار فاحشه ایی بنام استیوی که تأثیر زیادی بر او دارد و ماریا، خدمتکاری در کافهٔ فرودگاه، جایی که ترووِر در آنجا شام صرف می‌کرد میابد. به مرور زمان اتفاقات عجیبی شروع به رخدادن می‌کند و زندگی تروور را به قدری به هم می‌ریزد که باعث می‌شود او به هویت واقعی خود و اطرافیانش و دلیل بی خوابی‌های مرموز شبانه اش شک کند…

## تولید فیلم
کریستین بیل ۴ ماه قبل از شروع ساخت فیلم شروع به گرفتن رژیم لاغری سختی کرد چون شخصیت او در این فیلم قرار بود فردی بسیار لاغر باشد. رژیم وی در این مدت شامل یک قوطی کنسرو تن و یک عدد سیب بود. بر طبق اطلاعات دی‌وی‌دی فیلم او در پایان رژیم ۲۸ کیلوگرم وزن کم کرد و وزن خود را به ۵۴ کیلوگرم رساند. بیل می‌خواست وزن خود را به ۴۵ کیلوگرم برساند که با مخالفت عوامل فیلم مواجه شد.
او بعداً وزن از دست داده را به اضافه ۱۸ کیلوگرم دوباره بدست آورد تا خود را برای فیلم بتمن آغاز می‌کند آماده کند.

## بازیگران
- کریستین بیل (ترور رزنیک)
- جنیفر جیسن لی (استیو)
- جان شاریان (ایوان)
- آیتانا سانچز-خیخون (ماریا)
- مایکل ایرون ساید (میلر)
- آنا مسی (خانم شریک)
- لارنس گیلیارد جونیور (جکسون)
- کالین استینتن (بازرس راجرز)
- رج ئی. کثی (جونز)
- متیو رومه‌رو (نیکلاس)
- رابرت لانگ (رئیس فرمن)
- کِرگ استیونسن (تاکر)

## حقایق
نام ترور رزنیک از ترنت رزنر خالق باند ناین اینچ نیلز وام گرفته شده‌است و N معکوس در پوستر فیلم کنایه‌ای می‌باشد به احساس دانوارد اسپیرال (دومین آلبوم ترنت رزنر) که رزنیک را سردرگم می‌سازد. علاوه بر این در زبان چک رزنیک به معنای قصاب و خونریز می‌باشد.
با این حال بیشترین تأثیر مربوط به نویسنده نامی روسیه فئودور داستایوسکی می‌باشد. اسکات کوسار اظهار داشته‌است که وی بسیار تحت تأثیر دوگانه:شعر پترزبورگ اثر داستایوسکی قرار گرفته‌است و در فیلم، رزنیک کتاب ابله از داستایوسکی را مطالعه می‌کند و همچنین وقتی رزنیک به خیمه جاده ۶۶۶ می‌رود، سکانس بدلی است به رمان مشهور جنایت و مکافات از داستایفسکی دارد.

## دوبله فارسی
این فیلم در ایران با مدیریت محمود قنبری و با نام «عذاب وجدان» دوبله شده.